# Stržišče, Sevnica
Stržišče este o localitate din comuna Sevnica, Slovenia, cu o populație de 58 de locuitori.